# Мазурова Катерина Яківна
Катерина Яківна Мазурова (18 листопада 1900, Іваново-Вознесенськ — 8 жовтня 1995, Москва) — радянська акторка. У 1970-х роках — краєзнавчий діяч Івановської області. Заслужена артистка РРФСР (1951).

## Біографія
Народилася 18 листопада 1900 року в Іваново-Вознесенську (нині Іваново) Володимирської губернії в сім'ї робітників. Після школи працювала в Шуйському драматичному театрі, потім — у театрах Кінешмі, Іваново, Ярославля, Москви. У роки ВВВ, відмовившись евакуюватися, грала в театрі для фронтовиків. У 1947-1951 роках працювала в НДР в театрі за радянської військової частини. Потім, близько 20 років, — у Театрі на Таганці. Одночасно знімалася в кіно: були епізодичні ролі, але колоритні.
У 1970-х Катерина Яківна вирішила присвятити себе місцях, де вона виросла. Брала активну участь у створення краєзнавчого музею в місті Шуя і селі Василівський Шуйського району Івановської області, куди безоплатно передала свою особисту колекцію антикваріату, серед яких російський і зарубіжний живопис і графіка XIX—XX століть, кераміка, вишивка бісером, антикварні меблі — всього близько тисячі експонатів.

## Фільмографія
- 1954 — Анна на шиї — жінка в церкві (немає в титрах)
- 1956 — Довгий шлях — мати Раїси (немає в титрах)
- 1957 — Справа була в Пенькові — Марія Федорівна, дружина Івана Савовича
- 1957 — Дім, в якому я живу — Серафима, домробітниця Ксенії Миколаївни
- 1957 — Троє вийшли з лісу — Марія Хомівна, мати Геннадія
- 1960 — Нехай світить — баба Віри
- 1961 — А якщо це кохання? —  бабуся біля учительської
- 1961 — Коли дерева були великими — Анастасія Борисівна, тітка Настя
- 1963 — Полустанок — баба Тетяна
- 1964 — Ласкаво просимо, або Стороннім вхід заборонено — бабуся Кості Іночкіна
- 1965 — Повз вікон йдуть поїзди — тітка Агаша, сестра-господиня в школі-інтернаті
- 1968 — Зустрічі на світанку — баба Мотя Пуговкіна
- 1968 — Урок літератури — бабуся Колі Собакіна
- 1968 — Господар тайги — Семенівна, бабка Носкова
- 1968 — Зигзаг удачі — дружина Полотенцева (немає в титрах)
- 1969 — У селі «Загадкіно» — бабуся
- 1969 — Останні канікули — Євдокія Анисимівна
- 1970 — Дядя Ваня — Марина
- 1970 — Про друзів-товаришів — бабуся Кості Жохова
- 1971 — Джентльмени удачі — мама Трошкіна
- 1972 — Руслан і Людмила — Кікімора
- 1973 — Велика перерва — баба Маня, сусідка Нестора Петровича (немає в титрах)
- 1974 — Киш і Двапортфеля — сусідка знизу
- 1974 — Романс про закоханих — бабуся Тані
- 1975 — Бульбашки — сусідка Лаптєва, хвора радикулітом
- 1976 — Стажер — Валентина Іванівна, санітарка
- 1976 — Сто грам для хоробрості — старенька в метро
- 1978 — Сибіріада — епізод